# Monroe (Ohio)
Pour les articles homonymes, voir Monroe.
Monroe est une ville américaine située dans les comtés de Butler et de Warren, dans l'Ohio. Selon le recensement de 2010, sa population est de 12 442 habitants.